# Aaro Pajari

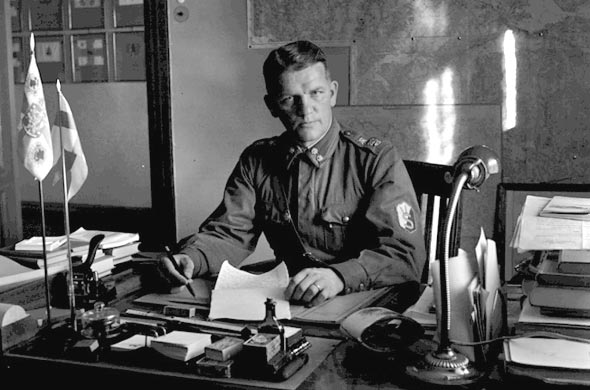
Aaro Pajari.

Aaro Olavi Pajari, född 17 juli 1897 i Asikkala, död 14 oktober 1949 i Karleby, var en finländsk militär.
Pajari deltog som kompanichef i finska inbördeskriget 1918 och i Aunusexpeditionen 1919. Han genomgick Krigshögskolan 1924–1926 och tjänstgjorde därefter till 1939 som skyddskårsdistriktschef i Joensuu och Tammerfors. På sistnämnda post väckte Pajari nationell uppmärksamhet genom att 1933 då en socialdemokratisk partikongress hölls i staden låta riva ned de röda flaggor som hissats tillsammans med rikets flagga. Detta ingripande renderade honom kritik från överordnade myndigheter, men uppskattades av andra kretsar. Han blev generalmajor 1941. 
Under vinterkriget bidrog "grupp Pajari" väsentligt till den psykologiskt betydelsefulla segern vid Tolvajärvi. I fortsättningskriget var Pajari divisionskommendör; ledde 18. Divisionens övergång av Vuoksen 1941 och intagningen av Hogland 1942. Han deltog 1944 i striderna på Karelska näset som kommendör för den förstärkta 3. Divisionen och ledde på hösten samma år erövringen av Torneå. Efter kriget var den färgstarke och energiske Pajari militärlänskommendör. Han erhöll Mannerheimkorset två gånger (1941 och 1944). Två tredjedelar av hans värdefulla medaljsamling donerades av döttrarna till Museiverket, som 2006 förvärvade återstoden på auktion.